# Бенежак
Бенежа́к (фр. Bénéjacq) — коммуна во Франции, находится в регионе Аквитания. Департамент — Атлантические Пиренеи. Входит в состав кантона Валле-де-л’Ус и дю Лагуэн. Округ коммуны — По.
Код INSEE коммуны — 64109.

## География
Коммуна расположена приблизительно в 660 км к югу от Парижа, в 190 км южнее Бордо, в 18 км к юго-востоку от По.
По территории коммуны протекает река Лагуэн.

### Климат
Климат тёплый океанический. Зима мягкая, средняя температура января — от +5°С до +13°С, температуры ниже −10 °C бывают редко. Снег выпадает около 15 дней в году с ноября по апрель. Максимальная температура летом порядка 20-30 °C, выше 35 °C бывает очень редко. Количество осадков высокое, порядка 1100 мм в год. Характерна безветренная погода, сильные ветры очень редки.

## Население
Население коммуны на 2010 год составляло 1899 человек.
| 1962 | 1968 | 1975 | 1982 | 1990 | 1999 | 2010 |
| ---- | ---- | ---- | ---- | ---- | ---- | ---- |
| 1302 | 1363 | 1350 | 1508 | 1587 | 1606 | 1899 |

## Администрация
| Период | Период | Фамилия             | Партия                  | Примечания                   |
| ------ | ------ | ------------------- | ----------------------- | ---------------------------- |
| 1995   | 2008   | Пьер Лавинь-дю-Каде | Социалистическая партия | генеральный советник кантона |
| 2008   | 2020   | Тома Паньяга        |                         |                              |

## Экономика
В 2010 году среди 1140 человек трудоспособного возраста (15-64 лет) 837 были экономически активными, 303 — неактивными (показатель активности — 73,4 %, в 1999 году было 67,3 %). Из 837 активных жителей работали 786 человек (409 мужчин и 377 женщин), безработных было 51 (21 мужчина и 30 женщин). Среди 303 неактивных 88 человек были учениками или студентами, 113 — пенсионерами, 102 были неактивными по другим причинам.

## Достопримечательности
- Церковь Успения Пресвятой Богородицы (1853 год)[4]

## Фотогалерея

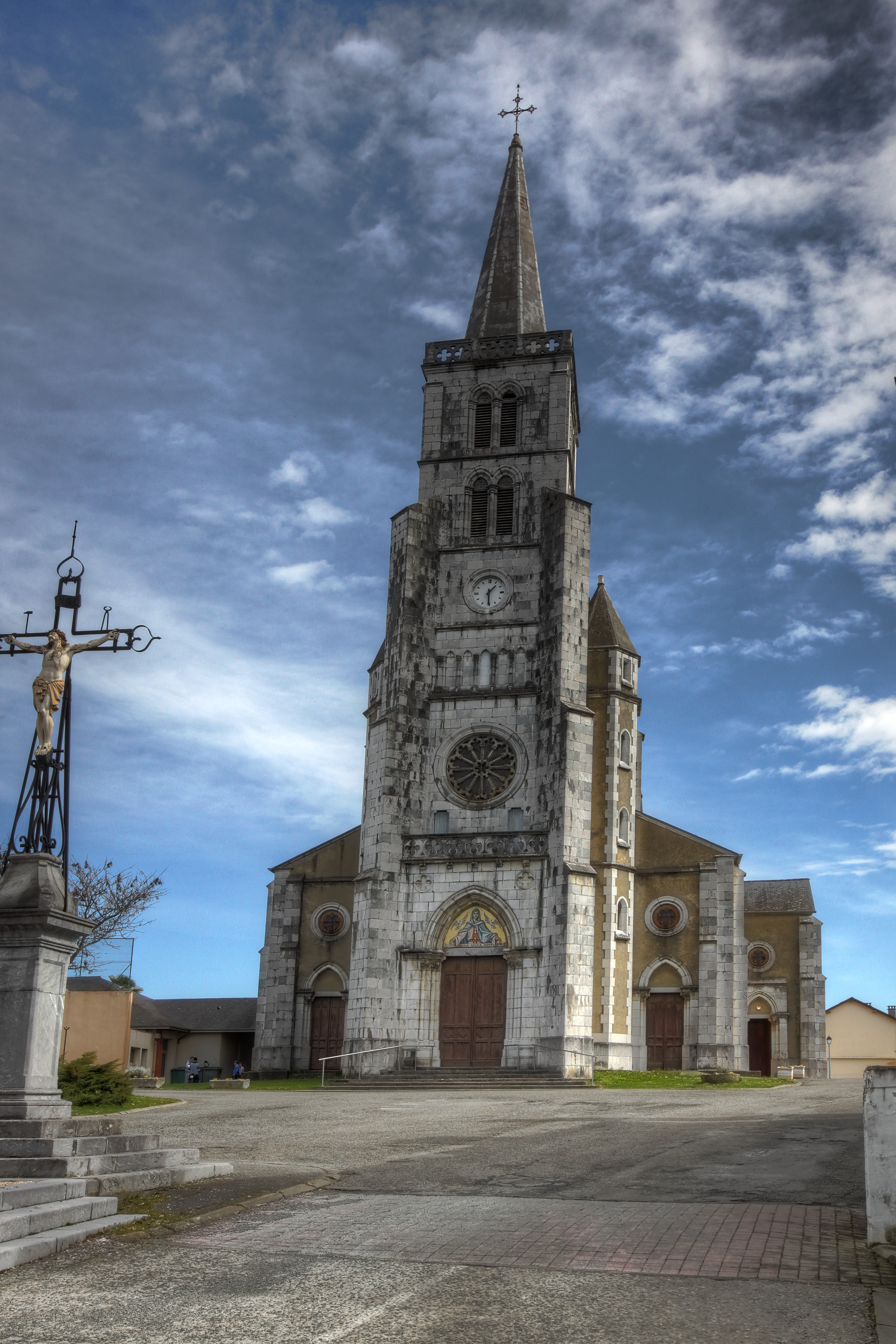
Церковь Успения Пресвятой Богородицы
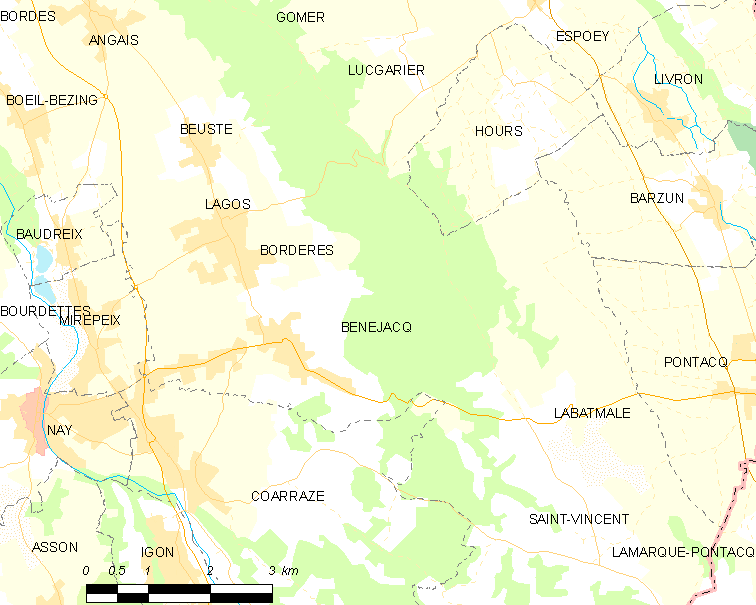
Карта коммуны